# Ивашково (Камешковский район)
Ивашково — деревня в Камешковском районе Владимирской области России, входит в состав муниципального образования Второвское.

## География
Деревня расположена в 4 км на восток от центра поселения села Второво, в 13 км на юго-запад от райцентра Камешково.

## История
В конце XIX — начале XX века деревня входила в состав Лаптевской волости Владимирского уезда, с 1924 года — в составе Второвской волости. В 1859 году в деревне числилось 16 дворов, в 1905 году — 46 дворов, в 1926 году — 57 хозяйств.
С 1929 года деревня входила в состав Городецкого сельсовета Владимирского района, с 1940 года — в составе Второского сельсовета Камешковского района, с 2005 года — в составе муниципального образования Второвское.

## Население
| 1859 | 1905 | 1926 |
| ---- | ---- | ---- |
| 131  | 252  | 283  |

| 1859 | 1905 | 1926 | 2002 | 2010 | 2021 |
| ---- | ---- | ---- | ---- | ---- | ---- |
| 131  | ↗252 | ↗283 | ↘3   | ↗14  | ↗53  |